# Ilirska Bistrica (gemeente)
Ilirska Bistrica (Italiaans: Villa del Nevoso; Duits: Illyrisch Feistritz) is een gemeente in het zuiden van Slovenië in de regio Zuid-Primorska. Het telde tijdens de volkstelling in 2002 14.234 inwoners.

## Plaatsen in de gemeente
Bač, Brce, Dobro Polje, Dolenje pri Jelšanah, Dolnja Bitnja, Dolnji Zemon, Čelje, Fabci, Gabrk, Gornja Bitnja, Gornji Zemon, Harije, Hrušica, Huje, Ilirska Bistrica, Jablanica, Janeževo Brdo, Jasen, Jelšane, Kilovče, Knežak, Koritnice, Koseze, Kuteževo, Mala Bukovica, Male Loče, Mereče, Nova vas pri Jelšanah, Novokračine, Ostrožno Brdo, Pavlica, Podbeže, Podgrad, Podgraje, Podstenje, Podstenjšek, Podtabor, Pregarje, Prelože, Prem, Račice, Ratečevo Brdo, Rečica, Rjavče, Sabonje, Smrje, Snežnik, Soze, Starod, Studena Gora, Sušak, Šembije, Tominje, Topolc, Trpčane, Velika Bukovica, Veliko Brdo, Vrbica, Vrbovo, Zabiče, Zajelšje, Zarečica, Zarečje

## In Ilirska Bistrica geboren
- Dragotin Kette (1876-1899), dichter

Bloke · Cerknica · Ilirska Bistrica · Loška Dolina · Pivka · Postojna